# 小行星2176
小行星2176（2176 Donar）是一颗绕太阳运转的小行星，为主小行星带小行星。该小行星于1960年9月24日发现。
該小行星以歐陸日耳曼神話的雷神多納爾命名。

## 轨道参数
小行星2176的轨道半长轴为2.9326082 UA，离心率为0.049。